# Ekemblemaria
Ekemblemaria es un género de peces perciformes de la familia Chaenopsidae.

## Especies
Se reconocen las siguientes especies:
- Ekemblemaria lira
- Ekemblemaria myersi
- Ekemblemaria nigra